# ココだけの話
『ココだけの話』（ココだけのはなし）は、2001年1月13日から3月17日にテレビ朝日系で放送された日本のオムニバスドラマ。放送時間は23時30分から24時24分（関西地区は25時25分から26時20分。共にJST。また、クロスネット局の福井放送は、特番期に木曜ドラマ時差ネット枠の代替として、四国放送・高知放送とともに不定期放送）。

## 概要
「日常生活の中で起こりそうな少し非日常な話」というコンセプトのもとで、毎週3話（最終回のみ4話）が放送された。また、3人家族の「田中家」がナビゲーターとなり、家族の間で話される噂話のような形で話が語られるという独特の形式をとっている。
同じ共同テレビ制作である、『世にも奇妙な物語』（フジテレビ）の映像化の際に没になった案を基に制作されていると言われている。実際、『世にも奇妙な物語』に関わったことのある脚本家や原作者も多くスタッフに回っている。
なお、放送回のうち第5回は現在再放送不可扱いになっている。理由は公式には発表されていないが、1本目「卒業儀式」の出演者だった中山史奈の不祥事のため、もしくは2本目「小日向くん」に同性愛者への差別的表現があるため、などと推定される（なお、DVDでは「卒業儀式」は収録されているが、「小日向くん」は収録されていない）。

## ナビゲーター（田中家）
- 父親（サラリーマン）：森本レオ
- 母親：池谷のぶえ
- 娘（高校生）：上原歩

## 各回データ
- 第1回（2001年1月13日）
  - 『バブル』（脚本：大野敏哉、出演：阿部サダヲ、春木みさよ、寺田路恵、夏川加奈子ほか）
  - 『ビビンパ』（原作：清水義範、脚本：高山直也、出演：高橋克実、円城寺あや、崎本大海、田島穂奈美、中山貴雄ほか）
  - 『私の中の別人』（原作：清水義範、脚本：遠藤彩見、出演：奥貫薫、六角精児、有薗芳記ほか）
- 第2回（2001年1月20日）
  - 『意地』（脚本：牟田桂子、出演：金田明夫、竹沢一馬、山下由紀子ほか）
  - 『タクシードライバー』（原案：武上純希、小椋久雄、脚本：鈴木勝秀、出演：温水洋一、宮本裕子、田口主将、沢りつお、銀粉蝶ほか）
  - 『ふたりの会話』（原作：渡辺浩弐、脚本：高山直也、出演：飯田基祐、森山ゆうこ、せきぐちきみこ、松村明ほか）
- 第3回（2001年1月27日）
  - 『鎌男』（脚本：高山直也、出演：松尾れい子、鈴木美恵ほか）
  - 『ロト』（脚本：牟田桂子、出演：田山涼成、上原由恵、福薗由布樹ほか）
  - 『アダルトビデオ』（脚本：吉田裕一、出演：中越典子、山崎裕太、永堀剛敏、小林すすむ、大森章督ほか）
- 第4回（2001年2月3日）
  - 『バスが来ない』（原作：清水義範、脚本：池田晴海、出演：奥菜恵、谷津勲、五月晴子、峰恵研ほか）
  - 『シンドローム離婚』（原作：清水義範、脚本：遠藤彩見、出演：鈴木砂羽、阿部聖美、大高洋夫、小原雅人、高田聖子ほか）
  - 『面接』（原作：清水義範「御社に惚れました」、脚本：七字幸久、出演：須永慶、菊池均也、広岡由里子ほか）
- 第5回（2001年2月10日）
  - 『卒業儀式』（脚本：大野敏哉、出演：邑野未亜、中山史奈、半海一晃ほか）
  - 『小日向くん』（脚本：たかはし等、七字幸久、出演：たかはし等、山中聡、弘中麻紀、矢島健一ほか）
  - 『留守番電話』（脚本：太田愛、出演：佐藤仁美、亜路奈、岬奈実ほか）
- 第6回（2001年2月17日）
  - 『思い出せない!』（脚本：太田愛、出演：宮迫博之（雨上がり決死隊）、蔵内秀樹、筒井康隆ほか）
  - 『夜道の二人』（脚本：高山直也、出演：螢雪次朗、新山千春、信太昌之ほか）
  - 『コンドーム』（原作：吉田裕一「男達の挽歌」、脚本：吉田裕一、出演：光石研、斉藤慶太）
- 第7回（2001年2月24日）
  - 『にぎやかな夜』（脚本：太田愛、出演：筧利夫、小島可奈子、窪園純一ほか）
  - 『おそれ』（原作：高橋克彦、脚本：鈴木勝秀、出演：北村総一朗、佐戸井けん太、中込佐知子、平泉成ほか）
  - 『ガレージ』（脚本：鈴木勝秀、出演：深浦加奈子、陰山泰、小谷美裕ほか）
- 第8回（2001年3月3日）
  - 『ブライダルブライダル』（脚本：遠藤彩見、出演：戸田麻衣子、神野美紀、麻生絵里子、磯野貴理子ほか）
  - 『時間外労働』（脚本：星野卓也、牟田桂子、出演：上原さくら、加賀谷純一、石井愃一ほか）
  - 『不機嫌なめざめ』（原作：清水義範、脚本：相沢友子、出演：児玉真菜、山下容莉枝、神保悟志ほか）
- 第9回（2001年3月10日）
  - 『王様の耳』（原作：清水義範、脚本：大野敏哉、出演：渡辺いっけい、河野洋一郎ほか）
  - 『我が家の流儀』（原案：東野ひろあき、脚本：太田愛、出演：井之上チャル、菊池麻衣子、高畑淳子、石田太郎ほか）
  - 『背後の女』（原作：桜井斎「微妙にとてもこわい話」、脚本：岩村匡子、高山直也、出演：岩﨑大、鮎川なおみ、上原風馬ほか）
- 第10回（2001年3月17日）
  - 『携帯電話のある風景 短縮ダイヤル』（原作：清水義範「ケータイ星人」、脚本：細川徹、高山直也、出演：斉藤りさ、山中聡ほか）
  - 『携帯電話のある風景 ケータイ星人』（原作：清水義範、脚本：細川徹、出演：上原歩、比企しのぶほか）
  - 『楽しい家族旅行』（原作：清水義範、脚本：高山直也、出演：船越英一郎、あめくみちこ、松田まどか、谷野欧太ほか）
  - 『別ればなし』（脚本：樫田正剛、出演：山口紗弥加、山本耕史、遠山俊也、川田希、山崎樹範、古田新太ほか）
- 未放送（DVD収録）
  - 『リセット』（原作：渡辺浩弐「残機」、脚本：高山直也、出演：崎本大海、角替和枝、中丸新将ほか）
  - 『携帯電話のある風景 宴会』（脚本：細川徹、出演：松澤一之、ト字たかお、北林実季ほか）

## DVD
2001年6月に全5巻が発売されており、スタッフ座談会やテレビ未放送のエピソードも収録されている（第5回第2話「小日向くん」のみ未収録）。ただし、既に廃盤。
- Vol.1：「バブル」「ビビンバ」「私の中の別人」「意地」「タクシードライバー」「ふたりの会話」
- Vol.2：「鎌男」「ロト」「アダルトビデオ」「バスが来ない」「シンドローム離婚」「面接」
- Vol.3：「卒業儀式」「留守番電話」「思い出せない!」「夜道の二人」「コンドーム」「リセット（未放送エピソード）」
- Vol.4：「にぎやかな夜」「おそれ」「ガレージ」「ブライダルブライダル」「時間外労働」「不機嫌なめざめ」
- Vol.5：「王様の耳」「我が家の流儀」「背後の女」「携帯電話のある風景 短縮ダイヤル」「携帯電話のある風景 ケータイ星人」「楽しい家族旅行」「別ればなし」「携帯電話のある風景 宴会」

## スタッフ
- プロデューサー：桑田潔（テレビ朝日）、小椋久雄・梨本みゆき
- 制作：テレビ朝日、共同テレビ